# Le Salon
le SalonはFM NACK5毎週土曜日21:30～22:00放送の「杉崎智介Director Eyes」内のラジオドラマ。または杉崎智介（脚本・監督）の映画タイトル。

## 作品

### 映画
杉崎智介が脚本・監督を担当する美術界の舞台裏を描いた劇場公開用長編映画。
出演は古郡ひろみ、ReeSya、小柳ゆう子他

### ラジオドラマ
FM NACK5毎週土曜日21:30～22:00放送の「杉崎智介Director Eyes」の中で登場するラジオドラマ。タイトルは『le Salon』で映画作品と物語背景が同じ。脚本は杉崎智介、声の出演は杉崎智介、ReeSya.

### テレビドラマ
2012年1月9日より、テレビ神奈川にて毎週月曜日25:00〜25:15に放映。全12話。

## 記事
キネマ旬報2011年1月上旬号、キネマ旬報2011年2月下旬決算特別号（完全保存版）月刊デビュー2011年5月号、2011年6月号。

## サロン
1997年頃まで実在したサロンをモデルに映画監督の杉崎智介が取材を続けてきた。サロンは19世紀のフランスで全盛期を迎えた社交場で主に絵画を対象に作家とパトロンの仲人的な役割を果たした。日本でも平成バブルの背景に暗躍していた。

### 映画におけるle Salon
1997年頃まで埼玉県に実在したle Salonは普段はモデル、ダンサー、女優などを仕事とする十数名のホステスが在籍し、会員制で「夜会」と呼ばれる曰く付き美術品の品評会が開催されていたという。